# کالا
کالا در علم اقتصاد به محصولات و مواد مختلفی که توسط تولیدکننده، به بازار عرضه شود و در برابر دریافت پول، یکی از نیازهای انسان را تأمین و رفع کند، گفته می‌شود.

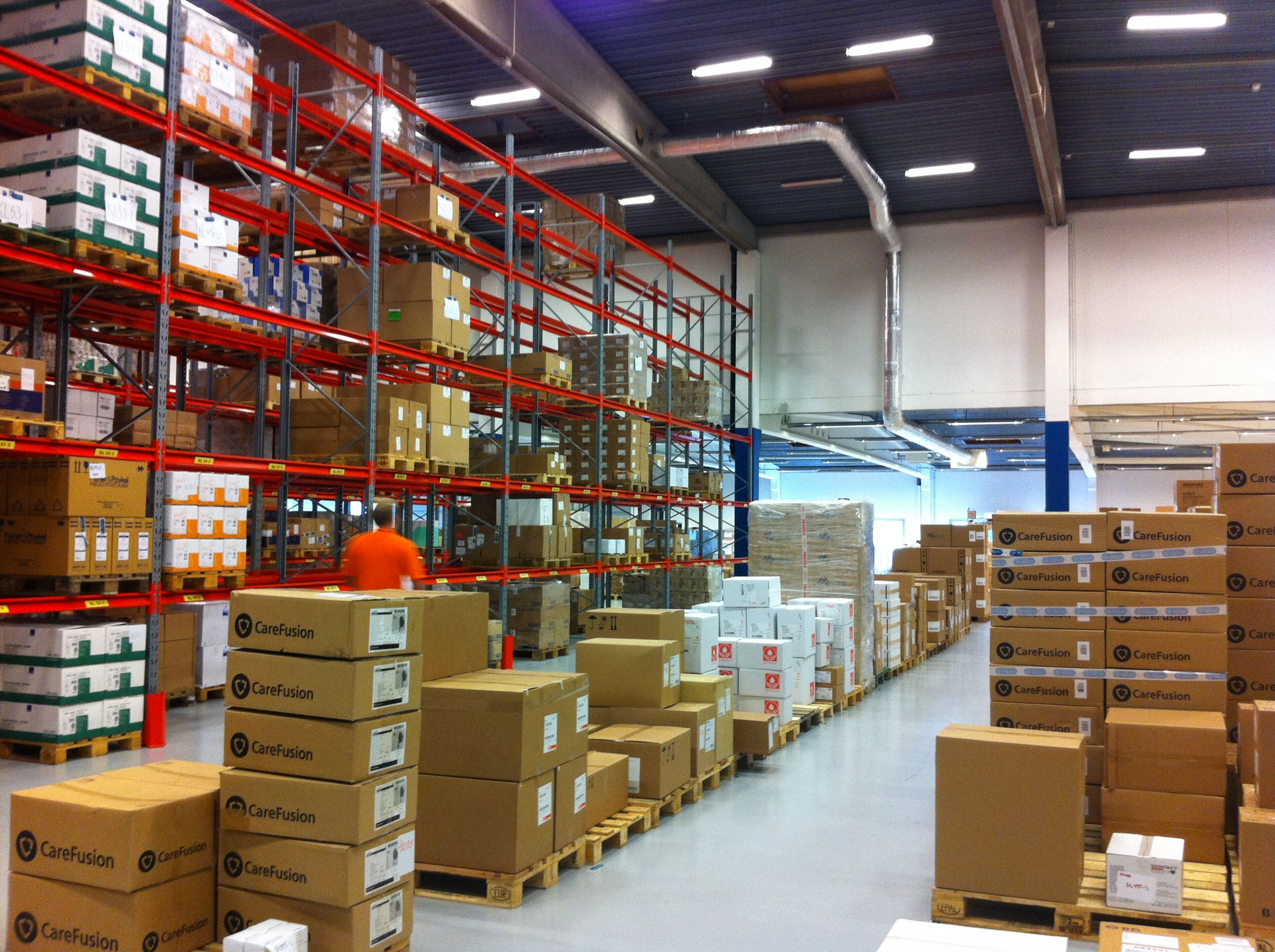
انبار کالا

کالاهایی که در بازار عرضه می‌شوند، و به فروش می‌رسند تا توسط مصرف‌کنندگان خریداری شوند و به مصرف برسند، کالاهای مصرفی نام دارند. کالاهایی که تولیدکنندگان دیگری برای تولید کالاهای مختلف دیگر، آن‌ها را خریداری کنند و مورد استفاده قرار دهند، کالای واسطه‌ای نامیده می‌شود. کالاهایی که نیازهای اوّلیّهٔ مصرف‌کنندگان را تأمین می‌کند، کالاهای ضروری و کالاهایی که برای تأمین نیازهای کم‌اهمیت تر مصرف می‌شود، کالاهای تجملّی نامیده می‌شود.

انواع کالا در اقتصاد

## کالا در اقتصاد کشورها
هیچ کشوری تنها یک کالا تولید و مصرف نمی‌کند. هر کشوری مجموعه‌ای از کالاهای تولیدی و مصرفی دارد.